# Sami Hasan as-Sab
Sami Hasan as-Sab (arab. سامي حسن السبع) – egipski zapaśnik walczący w obu stylach. Mistrz Afryki w 1971. Brązowy medalista igrzysk śródziemnomorskich w 1971 roku.